# Mario Cavigelli
Mario Cavigelli (* 18. November 1965; heimatberechtigt in Ilanz/Glion und Domat/Ems) ist ein Schweizer Politiker (Die Mitte, vormals CVP).

## Leben
Mario Cavigelli besuchte von 1972 bis 1978 die Primarschule in Domat/Ems und anschliessend die Bündner Kantonsschule. Nachher absolvierte er bis 1986 die Rekruten-, Unteroffiziers- und Offiziersschule der Schweizer Armee. Während seiner Schul- und Armee-Zeit war er Mitbegründer und Präsident (1984–1986) der Jungen CVP Graubünden. Von 1986 bis 1993 studierte er Recht an der Hochschule St. Gallen und an der Universität Freiburg i. Üe., wo er mit dem Titel Dr. iur. promovierte.
Von 1993 bis 1994 war Cavigelli als Praktikant am Kantonsgericht Graubünden und von 1994 bis 1995 in der Kanzleigemeinschaft «Vincenz & Partner» in Chur tätig. Anschliessend war er bis 2007 als Anwalt und Partner bei «Vincenz & Partner» und von 2007 bis 2010 bei «Bänziger Mengiardi Toller & Partner» tätig. Im Jahr 1997 wurde er in den Gemeinderat von Domat/Ems gewählt, welchem er bis 2007 angehörte. Für den Kreis Rhäzüns wurde er 2000 in den Grossen Rat des Kantons Graubünden gewählt, wo er von 2002 bis 2010 die CVP-Fraktion präsidierte.
Am 13. Juni 2010 wurde er in den Regierungsrat des Kantons Graubünden gewählt, wo er dem Bau-, Verkehrs- und Forstdepartement (BVFD) vorsteht. In den Jahren 2014 und 2018 wurde er wiedergewählt. Als Vorsteher des BVFD präsidierte er verschiedene Ämter, unter anderem die Konferenz der kantonalen Energiedirektoren (2016–2022) und die Regierungskonferenz der Gebirgskantone (2012–2016).
Aufgrund der im Kanton Graubünden geltenden Amtszeitbeschränkung für Mitglieder der Regierung endete Cavigiellis Amtszeit als Regierungsrat am 31. Dezember 2022.
Cavigelli ist verwitwet und Vater eines Sohnes und einer Tochter.